# Wahlen 1981
◄◄ | ◄ | 1977 | 1978 | 1979 | 1980 | Wahlen 1981 | 1982 | 1983 | 1984 | 1985 | ► | ►►

Weitere Ereignisse
Die Liste der Wahlen 1981 umfasst Parlamentswahlen, Präsidentschaftswahlen, Referenden und sonstige Abstimmungen auf nationaler und subnationaler Ebene, die im Jahr 1981 weltweit abgehalten wurden.

## Termine
| Land                         | Datum                         | Link zur Wahl 1981                                        | Link zur vorigen Wahl | Bemerkungen |
| ---------------------------- | ----------------------------- | --------------------------------------------------------- | --------------------- | --- |
| Kuwait                       | 23. Februar                   | Parlamentswahl in Kuwait                                  |                       | [ 1 ] |
| Zentralafrikanische Republik | 15. März                      | Präsidentschaftswahl in der Zentralafrikanischen Republik |                       | |
| BR Deutschland               | 22. März                      | Kommunalwahlen in Hessen                                  |                       | [ 2 ] |
| Südkorea                     | 25. März                      | Parlamentswahl in Südkorea                                |                       | [ 3 ] |
| Südafrika                    | 29. April                     | Parlamentswahl in Südafrika                               | 1977                  | |
| Frankreich                   | 26. Apr. und 10. Mai          | Präsidentschaftswahl                                      | 1974                  | |
| Vietnam                      | 29. April                     | Parlamentswahl in Vietnam                                 |                       | [ 4 ] |
| Tonga                        | 1. Mai                        | Parlamentswahl in Tonga                                   |                       | [ 5 ] |
| Nepal                        | 9. Mai                        | Parlamentswahl in Nepal                                   |                       | [ 6 ] |
| BR Deutschland               | 10. Mai                       | Wahl zum Abgeordnetenhaus von Berlin                      | 1979                  | |
| Zypern                       | 24. Mai                       | Parlamentswahl in Zypern                                  |                       | [ 7 ] |
| Niederlande                  | 26. Mai                       | Parlamentswahl in den Niederlanden                        | 1977                  | |
| Tschechoslowakei             | 5.–6. Juni                    | Parlamentswahl in der Tschechoslowakei                    |                       | [ 8 ] |
| Bulgarien                    | 7. Juni                       | Parlamentswahl in Bulgarien                               |                       | [ 9 ] |
| Irland                       | 11. Juni                      | Wahlen zum Dáil Éireann                                   | 1977                  | |
| Dschibuti                    | 12. Juni                      | Präsidentschaftswahl in Dschibuti                         |                       | erste Präsidentschaftswahlen seit der Unabhängigkeit im Jahr 1977                                                                                             |
| DDR                          | 14. Juni                      | Volkskammerwahl                                           | 1976                  | |
| Frankreich                   | 14. und 21. Juni              | Parlamentswahl in Frankreich                              | 1978                  | [ 10 ] |
| Barbados                     | 18. Juni                      | Parlamentswahl in Barbados                                |                       | [ 11 ] |
| Mongolei                     | 21. Juni                      | Parlamentswahl in der Mongolei                            |                       | [ 12 ] |
| Israel                       | 30. Juni                      | Parlamentswahl in Israel                                  |                       | [ 13 ] |
| Iran                         | 24. Juli                      | Präsidentschaftswahl im Iran im Juli                      | 1980                  | |
| Tuvalu                       | 8. September                  | Parlamentswahl in Tuvalu                                  |                       | [ 14 ] |
| Norwegen                     | 13.–14. Sep.                  | Parlamentswahl in Norwegen                                |                       | [ 15 ] |
| Iran                         | 2. Oktober                    | Präsidentschaftswahl im Iran im Oktober                   | Juli 1981             | |
| Österreich                   | 4. Oktober                    | Landtagswahl in der Steiermark                            | 1978                  | |
| Griechenland                 | 18. Oktober                   | Parlamentswahl in Griechenland                            | 1977                  | |
| Griechenland                 | 18. Oktober                   | Europawahl in Griechenland                                |                       | erste Wahl der griechischen Abgeordneten des Europäischen Parlament nach dem Beitritt am 1. Januar 1981, das Parlament selbst war bereits 1979 gewählt worden |
| Tunesien                     | 1. November                   | Parlamentswahl in Tunesien                                |                       | [ 16 ] |
| Vereinigte Staaten           | 3. November                   | Gouverneurswahlen in den Vereinigten Staaten              | 1980                  | |
| Belgien                      | 8. November                   | Wahl des Rats der deutschen Kulturgemeinschaft            | 1978                  | |
| Syrien                       | 9.–10. Nov.                   | Parlamentswahl in Syrien                                  |                       | [ 17 ] |
| Trinidad und Tobago          | 9. November                   | Parlamentswahl in Trinidad und Tobago                     |                       | [ 18 ] |
| Sudan                        | 13. Nov. 1981 – 15. Jan. 1982 | Parlamentswahl im Sudan                                   |                       | [ 19 ] |
| Neuseeland                   | 28. November                  | Parlamentswahl in Neuseeland                              |                       | [ 20 ] |
| Honduras                     | 29. November                  | Parlamentswahl in Honduras                                |                       | [ 21 ] |
| Dänemark                     | 8. Dezember                   | Parlamentswahl in Dänemark                                |                       | [ 22 ] |
| Malta                        | 12. Dezember                  | Parlamentswahl in Malta                                   |                       | [ 23 ] |
| Kuba                         | 28. Dezember                  | Parlamentswahl in Kuba                                    |                       | [ 24 ] |
| Ruanda                       | 28. Dezember                  | Parlamentswahl in Ruanda                                  |                       | [ 25 ] |